# Karla Bulovec Mrak
Karla Bulovec-Mrak, slovenska kiparka in risarka, * 21. oktober 1895, Bled, † 23. avgust 1957, Golnik.
Poročena je bila s književnikom I. Mrakom. Po končanem učiteljišču v Ljubljani je študirala kiparstvo na Akadamiji upodabljajočih umetnosti v Pragi, ki ga je končala leta 1922. Od 1922 je živela in ustvarjala v Ljubljani. Pred 2. svetovno vojno se je posvečala predvsem kiparstvu, po vojni pa v večji meri risbi. Njena mogočna, karakterno poudarjena figuralna plastika je dobivala priznanja kritikov, ne pa tudi naročnikov za izvedbo v odpornem materialu; v mavcu so se od večjih plastik ohranili osnutek za izvedbo spomenika I. Cankarju na Vrhniki (1929), kip indijanskega poglavarja Tecumseha na želvi (dvajseta) in model za spomenik A. M. Slomšku v Mariboru (1936), ki danes (od leta 1996) stoji, ulit v bronu, v Celju pri opatijski cerkvi, ter portreti njenega soproga, dramatika Ivana Mraka, igralca Milana Skrbinška (1936) ter pisateljice Gelč Jontes ("Dekle z baretko", pred 1936). V slogu ekspresionizma je razvila grčasto modelacijo, ki napoveduje t. i. art brut (surovo umetnost), vendar je v sorazmerjih in zasnovi plastične modelacije ostala blizu realizmu. Določena javnost se je norčevala iz njenih kiparskih del na podlagi njenega priimka. Podobne likovne značilnosti so kazale tudi njene risbe, portreti in religiozni motivi. V svetovnem merilu je bila izjemna po osredotočanju na portretne motive mrtvih mačk, ki še niso primerno ovrednoteni. Razstava leta 1954 v Moderni galeriji je še za časa umetničinega življenja izrazila priznanje umetniškemu delu Karle Bulovec Mrak, imela je tudi umetniško pokojnino, njeno delo pa je ponovno odkrila in najbolj natančno predstavila razstava v Cankarjevem domu, ki jo je leta 2003 priredil Lev Menaše skupaj z vodjo galerije, Nino Pirnat Spahić; ob razstavi je izšel obsežen katalog s popisom avtoričinih del, študijami, z orisom biografije, ki ga povzema zapis spodaj, ter bibliografijo in odlomki avtoričine pisemske korepondence. Leta 2014 je bil na podlagi tega gradiva na pobudo Nataše Gaši v produkciji RTV Slovenija narejen 15-minutni igrano-dokumentarni film, ki je bil predvajan v sklopu televizijskih oddaj z naslovom "Pozabljeni Slovenci" 24. avgusta 2015.

## Življenje in delo
Rojena je bila kot Karolina Marija, materi Evfemiji Deperis (grškega rodu) in očetu Ivanu/Janezu Jakobu Bulovcu, trgovcu tržaške provenience; v družini sta še bili sestri, Marija Antonija in Štefka Bulovec, pozneje knjižničarka; v pismih se omenja tudi polsestra Ivana Antonija, ki je delovala v redu šolskih sester. 
Karla Bulovec je odraščala na Bledu, v hiši na naslovu Grad 24, ki je pogorela leta 1908. Leta 1904 je v Ljubljani kot gojenka uršulinskega samostana obiskovala mestno šolo (Übungs- und Bürgerschule), do leta 1911. Šolanje je nadaljevala na učiteljišču pri uršulinkah, do leta 1915. Kot je pisal o tem obdobju njen poznejši življenjski sopotnik, dramatik Ivan Mrak, "/p/unčk in igračk kot otrok ne prenaša. Krištof Schmidt in literatura za odraščajoče gospodične so ji ogabnost. Vse sladko in čustvenjaško odklanja, hlastno pa prebira Karla Maya. /.../ Akoravno je vseskozi odličnjakinja, med poukom skrivoma kipari, rezlja v les in riše."  V tem času je tudi prijateljevala z Janezom Jalnom, ki se je prek sošolca na semenišču, bratranca Karle Bulovec, Jožeta Bulovca, zagledal vanjo, skupaj sta šla v hribe in se pogovarjala o umetnosti. Po maturi na učiteljišču se je zaposlila kot učiteljica v uršulinski šoli (nižji gimnaziji) v Mekinjah. Leta 1916 je živela v Ljubljani in si prizadevala dobiti mesto v 4-razrednici v Trebnjem; z novim šolskim letom ji je najbrž uspelo, oz. v Šentvidu pri Stični. Proučevala je Michelangelovo in Leonardovo umetnost in razmišljala o študiju na likovni akademiji. V tem času se je spoznala s slikarjem Ferdom Veselom, živečim na Grumlofu, ki ji je dajal napotke za likovno ustvarjanje. Med njima se je zgodila  ljubezenska romanca, a ker se Ferdo Vesel izkaže kot "divjak" in "sirovina", se razideta. Nastal je njen portret, ki ga je naslikal Ferdo Vesel.
Leta 1918 se je odpravila na likovno akademijo, ker je bila ženska, so bile njene možnosti za študij zelo omejene. V pismih je pisala: "Če dobim štipendijo, ostanem najbrže na Dunaju, da se učim privatno. Potem prosim šele na akademijo. Kam? Za ženske le v Weimar-u in Berlinu." Najprej je šla v München, mesto je nanjo napravilo dober vtis ("vsa čast Bavarcem", piše v pismu), nato na Dunaj. Tam naj bi jo na vratih odpravil kar vratar, z besedami "Fraülein, naša akademija je čisto zanič. Ne izgubljajte časa." Prizadevala si je dobiti štipendijo (najbrž za likovno akademijo v Pragi), a ker so ji gmotne razmere onemogočale čakanje na odgovore, je sprejela službo domače učiteljice v Vizovicah na Moravskem. Tu so nastali prvi kipi, ki so dokumentirani v pismih. "Zmodelirala sem mal relief. Staro gospo, stotnikovo mater. Pravijo, da se mi je izvanredno posrečilo. Čudijo se, mene pa grize, ker ne vidim onega dobrega na delu." Avgusta 1918 je odšla v Prago, kjer se je kot ženska na Akademijo upodabljajočih umetnosti lahko vpisala le z odobreno prošnjo ministrstva na Dunaju; pomoč pri tem ji je ponudil akademijski profesor Jan Štursa. Karla Bulovec je medtem obiskovala umetnoobrtno šolo, iskala finančno podporo in živela v velikem pomanjkanju. Leta 1919 se je septembra kot izredna študentka vpisala na Akademijo upodabljajočih umetnosti (Akademija vytvarnyh uméni) v Pragi. S svojim risarskim načinom naj bi pri profesorju Štursi vzbudila veliko pozornost, ta naj bi bil, kot v eni od svojih "anekdot" piše Ivan Mrak, "prisiljen ji dati poseben kabinet, ker je njen način risbe potegnil za sabo vse njegove učence." Leta 1920 je Karla Bulovec ustvarjala v svojem ateljeju, v katerem se "bori z ilovico, ker so kamen in dleta predraga" V velikem pomanjkanju je živela z zaročencem Jendom Novakom, glasbenikom, ki se preživlja kot štukater; sestra Štefka Bulovec ji je iz Ljubljane v pismih prenašala povabila Riharda Jakopiča, ki jo je vabil, da bi sodelovala na razstavah v Jakopičevem paviljonu. Leta 1922 je Karla Bulovec prvič javno razstavila svoja dela v okviru kluba praških študentov Tvrdošíjny. Junija je diplomirala iz kiparstva na praški akademiji. Preselila se je v Ljubljano, delavnico je imela na Golovcu.
Julija 1924 je uradno izstopila iz Cerkve. Decembra istega leta se je kot kiparka prvič javno predstavila v Ljubljani, in sicer na skupinski razstavi v Jakopičevem paviljonu, skupaj z Rihardom Jakopičem, Matijo Jamo, Ferdom Veselom in drugimi. Leta 1925 je stanovala pri Dani Pajnič, eni prvih slovenskih oblikovalk keramike, ki ji je na Dunajski cesti 66 v Ljubljani izdelala skromen atelje. Spoznala se je z enajst let mlajšim dramatikom Ivanom Mrakom, ki je pozneje postal njen soprog; predstavi ju igralka Marja Gorčeva. Konec decembra leta 1928 je imela svojo prvo samostojno razstavo kiparskih del v Mali dvorani Narodnega doma v Ljubljani, ki jo je priredil Klub prijateljev umetnosti Karle Bulovčeve, otvoril pa jo je Josip Vidmar. Kritika jo "raztrga". Tudi zaradi Ivana Mraka, njegove eksecntričnosti oz. dramskih uprizoritev je vključena v nekaj (malo)meščanskih afer. Leta 1930 sta se z dramatiom Ivanom Mrakom poročila s posebnim škofovim dovoljenjem v frančiškanski cerkvi v Ljubljani, ker eden od njiju ni imel konfesije. Na svoja likovna dela se je podpisovala z monogramom KMB, ki ga je čez leto, dve spremenila v KBM. S soprogom sta živela v Ljubljani, na Rimski cesti, v sobi hiše gostilne, današnje restavracije in hotela, Pri Mraku.
Leta 1931 je razstavljala v Parizu, na Salonu neodvisnih (Salon des Indepentants), in sicer deli na kartonu, naslovljeni kot "Harfa" in "Činele"; razstava je imela uspeh. Deli je razstavila še v zasebni galeriji v Londonu, kjer ju je prodala. Junija je živela v Zagrebu in imela razstavo v salonu Ulrich. Nato sta nekaj časa z Ivanom Mrakom živela v Pragi. Leta 1933 je na razstavi čeških umetnic gostovala z delom na kartonu "Dekle s papigama". Leta 1934 sta s soprogom živela v Beogradu, pri sestri Ivana Mraka; umetnica je razstavila nekaj del v Salonu Cvijete Zuzorić. Leta 1936 je nastal avtoričin kiparski portret Milana Skrbinška. Julija sta se preselila v Maribor, kjer je bilo maja razstavljenih nekaj avtoričinih del na skupinski razstavi; ban Marko Natlačen je avtorici omogočil finančno podporo za spomenik Antonu Martinu Slomšku, ki ga je kiparka izdelovala v dvorani Starega gradu v Mariboru. Stroški dela so presegli dogovorjeno vsoto, sledila je tožba zaradi neodplačanega dolga za mavec. Karla Bulovec in Ivan Mrak sta se zopet preselila na Rimsko cesto v Ljubljani, kjer sta živela. Dramatik je organiziral bralne večere, katerim so sledile debate o literarnih, umetnostnih in kulturnih zadevah. Leta 1937 je mavčni odlitek kipa Antonu Martinu Slomšku na dražbi odkupil zasebnik, ki ga je poklonil Mariborskemu muzeju. Med vojno so kip razžagali ter ga skrili pred nemškim okupatorjem. V tem času sta nastali deli na kartonu, "Avtoportret z bareto" in "Portret Ivana Mraka s knjigo", škof Gregorij Rožman pa ji je naročil kiparski portret, ki ga tudi izdela (danes uničen). Umetnica je imela samostojni razstavi v Trbovljah in Rogaški Slatini. Leta 1938 je dokončala risani "Portret škofa Rožmana" in naredila "Dekliški akt". Eno delo naj bi razstavila tudi v Rimu. Januarja leta 1940 je v Jakopičevem paviljonu v Ljubljani organizirala svojo drugo samostojno razstavo, na kateri je razstavila 42 risb, in sicer portrete (Mraka, Skrbinška, Rožmana), dve risbi mačk in 5 kipov ("I. Cankar", "Glava slikarja", "Portret škofa Rožmana" idr.) Kritike razstave, ki jo je otvoril Ivan Mrak, so razen izjeme pohvalne. 
Leta 1941 ji je škof Gregorij Rožman naročil dela, katerih temo je lahko izbrala sama, in ji(ma z možem) s to gesto omogočil preživetje; v letih 1941--1943 je v sobi hiše na Rimski ulici v Ljubljani, današnjega hotela Pri Mraku, naredila tako imenovanih "Sedem velikih kartonov", z naslovi "Sveti Stanislav Kostka", "Kristusovo trpljenje", "Mladenič Tarzicij", "Jeremija", "Juda in eden izmed apostolov", "Asket in hetera", "Janez Evangelist". Leta 1943 sta nastali tudi deli na kartonu "Kvartač" ter "Ja--ne--" ("Cita z marjetico"), leta 1944 pa dva risana avtoportreta. OF se je med II. svetovno vojno obračala na Bulovec in Mraka, ki je bil zaveden Slovenec v odnosih z okupatorjem, naj prosita pri škofu Gregoriju Rožmanu za intervencije v korist zaprtih članov, ki jih je aretiral okupator. Bulovec in Mrak sta to storila, škof Gregorij Rožman je posredoval in pred ubojem rešil nekaj ljudi. Toda po vojni so se komunistični akterji, ki so revolucijo izvedli s pomočjo trojanskega konja v obliki OF, požvižgali na pomoč Bulovčeve in Mraka ter jeseni leta 1945 po komunističnem funkcionarju Alešu Beblerju zahtevali, naj Bulovec in Mrak podpišeta "izjavo o zločinskem delovanju škofa", kar sta zavrnila. Zato jima je bilo onemogočeno s strani KP obljubljeno javno delovanje, še naprej sta živela revno in na robu novega totalitarnega političnega sistema, saj se mu nista pustila podrediti. Avtorica se je zaradi življenjskih okoliščin (gmotne razmere, vojna) in osebnih spoznanj o lastnih možnostih umetniškega udejanjenja vse bolj usmerila v risanje portretov (mrtvih) mačk in posameznih cvetlic. Zakon z Ivanom Mrakom zaradi dramatikovega javnega izražanja svoje istospolne usmerjenosti javno "ni bil konzumiran", četudi sta zakonca živela skupaj, v medsebojni solidarnosti, spoštovanju.    
Februarja 1946 je Karla Bulovec Mrak razstavljala na skupinski razstavi Društva slovenskih likovnih umetnikov v Jakopičevem paviljonu. Marca se je kot profesorica risanja zaposlila na II. državni moški gimnaziji v Ljubljani. Leta 1947 je naredila risbo "Mladinec pri šahu" ("Šahist"), ki jo je žirija Prosvetnega ministrstva pri izboru del za odkup leta 1948 odklonila; to je rezultiralo v umetničinem izstopu iz Društva slovenskih likovnih umetnikov. Leta 1952 je nastal portret Ivana Mraka na kartonu. Aprila leta 1953 je ponovno vstopila v Cerkev, na podlagi odobritve Škofijskega ordinariata. Oktobra 1953 se je upokojila z umetniško pokojnino. Leta 1954 bila je v Moderni galeriji v Ljubljani retrospektivna razstava, ki jo je otvoril Emilijan Cevc. Izšel je  razstavni katalog s študijo Franceta Steleta, seznamom razstavljenih del, ki zajema 90 risb, in nekaj reprodukcijami; kipov ni na razstavi.
Umrla je za pljučno tuberkulozo v sanatoriju na Golniku, 23. avgusta 1957. Veliko je kadila, živela v pomanjkanju, slabi prehrani. Mož Ivan Mrak ji je v bolnišnici stal ob strani. Pokopana je na ljubljanskih Žalah.
Leta 1974 je bila v Gorenjskem muzeju razstava njenih del, ki so jo pripravili Aleš Zupet ter "pribočnika" Ivana Mraka, Miran Kavšek in slikar Krištof Zupet. 
Leta 1996 so ob opatijski cerkvi svetega Danijela postavili v bron ulit spomenik Antonu Martinu Slomšku, ki je bil izdelan v mavcu leta 1936. Za portret Blažeja je kiparki služil mladi Angelos Baš. Ob otvoritveni slovesnosti je bila na ogled tudi razstava v glavni dvorani stare celjske grofije, ki je predstavila risbe. Julija je bila razstava predstavljena tudi v Ljubljani, v Kulturno-informacijskem centru Križank.  
Leta 1991 je bila na Oddelku za umetnostno zgodovino Filozofske fakultete Univerze v Ljubljani zagovarjana diplomska naloga Aleša Stoparja z naslovom Karla Bulovec Mrak.
Leta 2003 je bila v Cankarjevem domu v Ljubljani pregledna razstava kipov in risb Karle Bulovec (1895–1957), ki jo je priredil Lev Menaše skupaj z vodjo galerije, Nino Pirnat Spahić; ob razstavi je izšel obsežen katalog s popisom vseh znanih avtoričinih del, reprodukcijami, tudi osnutkov in študij, študijo Leva Menašeja in zapisoma Tarasa Kermaunerja in restavratorke Jedert Vodopivec, z orisom biografije, ki jo povzema pričujoča objava, bibliografijo in odlomki avtoričine pisemske korepondence s prijateljico in sestro.
Leta 2014 je bil na podlagi tega gradiva na pobudo Nataše Gaši v produkciji RTV Slovenija narejen 15-minutni igrano-dokumentarni film, ki je bil predvajan v sklopu televizijskih oddaj z naslovom "Pozabljeni Slovenci" 24. avgusta 2015.